# Bodega (gruppo musicale)
Bodega sono un gruppo punk statunitense basato a New York e formato nel 2014.

## Storia
Il nome "Bodega" viene dal termine spagnolo "bodega", tipico negozio di generi alimentari situato agli angoli delle strade di New York. 
Nel 2018 hanno pubblicato il loro primo album intitolato Endless Scroll.
L'album è stato prodotto da Austin Brown, membro dei Parquet Courts , e pubblicato attraverso l'etichetta discografica What's Your Rupture?. 
Nel 2019 i Bodega hanno pubblicato il loro primo EP intitolato Shiny New Model.
Nel 2024 esce l'album Our Brand Could Be Yr Life per l'etichetta discografica Chrysalis Records, un remake del disco di esordio autoprodotto nel 2015 con il nome di "Bodega Bay". Solamente due brani sono totalmente nuovi.

## Formazione attuale
- Ben Hozie - voce, chitarra
- Nikki Belfiglio – voce
- Adam See  - basso
- Dan Ryan - chitarra
- Adam Shumski - Percussioni [7]

## Membri precedenti
- Simone Montana – percussioni
- Madison Velding-VanDam – chitarra
- Heather Elle – basso
- Tai Lee – stand-up percussioni

## Discografia

### Album in studio
- 2018 Endless Scroll (What's Your Rupture?)
- 2019 Witness Scroll (What's Your Rupture?)
- 2022 Broken Equipment (What's Your Rupture?)
- 2022 Xtra Equipment - extra songs (What's Your Rupture?)
- 2024 Our Brand Could Be Yr Life (Chrysalis Records)

### EP
- 2019 Shiny New Model (What's Your Rupture?)
- 2022 Statuette on the Console (What's Your Rupture?)